# Phare de Puerto Obaldía
Le phare de Puerto Obaldía (en espagnol : Faro de Puerto Obaldía) est un phare actif situé à Puerto Obaldía dans la comarque de Guna Yala au Panama. Il est géré par la Panama Canal Authority 

## Histoire
Le phare est situe à Puerto Obaldía, proche de la frontière avec la Colombie dont il est le principal poste frontière. Il fonctionne à l'énergie solaire.

## Description
Ce phare est une tour métallique à claire-voie, avec une galerie et une balise de 12 m de haut. La tour est peinte en blanc. Il émet, à une hauteur focale de 12 m, un long éclat blanc par période de 10 secondes. Sa portée est de 8 milles nautiques (environ 15 km).
Identifiant : ARLHS : PAN019 - Amirauté : J6143 - NGA : 110-16630 .

### Lien connexe
- Liste des phares du Panama